# 이립삼전
이립삼전은 벌림의 기본 원칙 중 하나로, 포석 단계에서 돌 두 개가 일렬로 늘어서 있을 때는 세칸을 벌릴 수 있다는 뜻의 관용어다.